# Hampton Hawes
Hampton Hawes (Los Angeles, 13 november 1928 - aldaar, 22 mei 1977) was een Amerikaanse jazzpianist. Hij was de auteur van de memoires Raise Up Off Me, die in 1975 de Deems-Taylor Award won voor het schrijven van muziek.

## Carrière
Hampton Hawes werd geboren op 13 november 1928 in Los Angeles, Californië. Zijn vader Hampton Hawes sr. was predikant van de Westminster Presbyterian Church in Los Angeles. Zijn moeder, de voormalige Gertrude Holman, was de kerkpianiste van Westminster. Hawes' eerste ervaring met de piano was als peuter die bij zijn moeder op schoot zat terwijl ze oefende. Naar verluidt kon hij op driejarige leeftijd redelijk complexe deuntjes uitkiezen.
Hawes was autodidact. In zijn tienerjaren speelde hij met toonaangevende jazzmuzikanten aan de westkust als Dexter Gordon, Wardell Gray, Art Pepper, Shorty Rogers en Teddy Edwards. Op 18-jarige leeftijd speelde hij acht maanden bij het Howard McGhee Quintet in de Hi De Ho Club, in een band met Charlie Parker. Tegen het einde van 1947 leidde de reputatie van Hawes tot studio-opnamen. Vroege studiodata omvatten werk voor George L. 'Happy' Johnson, Teddy Edwards, Sonny Criss en Shorty Rogers. Van 1948 tot 1952 werd hij verschillende keren live opgenomen in jazzclubs in Los Angeles, waaronder The Haig, The Lighthouse en The Surf Club. In december 1952 had hij acht nummers onder zijn eigen naam opgenomen voor Prestige Records met een kwartet met Larry Bunker op vibrafoon.
Nadat hij van 1952 tot 1954 in het Amerikaanse leger had gediend in Japan, vormde Hawes zijn eigen trio met bassist Red Mitchell en drummer Chuck Thompson. De Trio-sessies die deze band in 1955 maakte bij Contemporary Records werden beschouwd als enkele van de beste platen die destijds van de westkust kwamen. Het jaar daarop voegde Hawes gitarist Jim Hall toe voor de All Night Sessions. Dit waren drie platen die werden gemaakt tijdens een nonstop nachtelijke opnamesessie.
Na een nationale tournee van zes maanden in 1956, won Hawes de prijs «New Star of the Year» bij het tijdschrift DownBeat en «Arrival of the Year» bij Metronome. Het jaar daarop nam hij in New York op met Charles Mingus op het album Mingus Three (Jubilee, 1957).
Hawes worstelde jarenlang met een heroïneverslaving en werd in 1958 het doelwit van een federale undercoveroperatie in Los Angeles. Onderzoekers waren van mening dat hij leveranciers zou informeren in plaats van het risico te lopen een succesvolle muziekcarrière te verpesten. Hawes werd op zijn 30e verjaardag gearresteerd op beschuldiging van heroïnebezit en werd veroordeeld tot tien jaar gevangenisstraf. In de tussenliggende weken tussen zijn proces en zijn veroordeling, nam Hawes het album The Sermon op met spirituals en gospelsongs.
In 1961 keek Hawes in een federaal gevangenisziekenhuis in Fort Worth, Texas naar de inaugurele rede van president Kennedy op televisie en raakte ervan overtuigd dat Kennedy hem gratie zou verlenen. Met hulp van binnen en buiten de gevangenis diende Hawes een officieel verzoek in voor een presidentieel pardon. In een bijna wonderbaarlijke wending, in augustus 1963, verleende Kennedy Hawes 'Executive Clemency', de 42e van slechts 43 dergelijke gratieverleningen die in het laatste jaar van Kennedy's presidentschap werd gegeven.
Nadat hij uit de gevangenis was vrijgelaten, hervatte Hawes het spelen en opnemen. Tijdens een tien maanden durende tournee door Europa, Azië en het Midden-Oosten nam Hawes negen albums op, speelde uitverkochte shows en concertzalen in tien landen en kreeg veel aandacht in de pers, inclusief optredens op de Europese televisie en radio.
Hawes' autobiografie Raise Up Off Me, geschreven met Don Asher en gepubliceerd in 1974, werpt licht op zijn heroïneverslaving, de bop beweging en zijn vriendschappen met enkele van de toonaangevende jazzmuzikanten van zijn tijd. Het was het eerste boek over het bop tijdperk, geschreven door een muzikant, en won de ASCAP Deems Taylor Award voor het schrijven van muziek in 1975. Criticus Gary Giddins, die de inleiding van het boek schreef, noemde Raise Up Off Me een belangrijke bijdrage aan de jazzliteratuur. The Penguin Guide to Jazz noemt het een van de meest ontroerende memoires ooit geschreven door een muzikant en een klassieker in het schrijven van jazz.
In de jaren 1970 experimenteerde Hawes met elektronische muziek (Fender-Rhodes maakte een speciaal instrument voor hem), maar uiteindelijk keerde hij terug naar het spelen van de akoestische piano.

## Invloeden
Hawes beïnvloedde een groot aantal prominente pianisten, waaronder André Previn, Peterson, Horace Silver, Claude Williamson, Pete Jolly en Toshiko Akiyoshi. Hawes' eigen invloeden kwamen uit een aantal bronnen, waaronder de gospelmuziek en spirituals die hij als kind in de kerk van zijn vader hoorde, en de boogie-woogiepiano van Earl Hines. Hawes leerde ook veel van onder meer pianisten Bud Powell en Nat King Cole. Volgens Hawes' eigen verklaring echter, was zijn belangrijkste invloed zijn vriend Charlie Parker.

## Overlijden
Hampton Hawes overleed onverwachts aan een hersenbloeding in 1977 op 48-jarige leeftijd. Hij werd begraven naast zijn vader, Hampton Hawes sr., die vijf maanden eerder was overleden.

## Discografie
- 1955: Piano East/West
- 1955: Hampton Hawes Trio Volume One en Volume Two met Red Mitchell en Chuck Thompson
- 1956: Everybody Likes Hampton Hawes met Red Mitchell en Chuck Thompson
- 1956: The All Night Sessions met Red Mitchell, Bruz Freeman en Jim Hall
- 1958: Four! met Barney Kessel, Shelly Manne en Red Mitchell
- 1958: For Real! met Harold Land
- 1958: The Sermon
- 1964: The Green Leaves Of Summer met Monk Montgomery en Steve Ellington
- 1965: Here And Now met Chuck Israels en Donald Bailey
- 1966: The Seance met Red Mitchell en Donald Bailey
- 1976: As Long As There's Music met Charlie Haden

- Bibsys: 3112647
- Bibliothèque nationale de France: cb124074943 (data)
- CiNii: DA11242395
- Gemeinsame Normdatei: 118709283
- International Standard Name Identifier: 0000 0000 8412 8618
- Library of Congress Control Number: n81147282
- MusicBrainz: 0becbf36-027e-4b92-9689-ae03cc4ea6bb
- Nationale bibliotheek van Australië: 35820866
- Nationale Bibliotheek van Israël: 987007405080605171
- Nederlandse Thesaurus van Auteursnamen: 07384053X
- Réseau des bibliothèques de Suisse occidentale: 02-A003354466
- Istituto Centrale per il Catalogo Unico: LO1V266751
- Système universitaire de documentation: 082685320
- Trove: 1102661
- Virtual International Authority File: 115955414
- WorldCat: E39PBJB8tjF7fHjvB66b4xVKVC